# Michael Shannon
Michael Corbett Shannon (sinh ngày 7 tháng 8 năm 1974 ) là một diễn viên và nhạc sĩ người Mỹ. Anh đã được đề cử hai lần cho Giải Oscar cho nam diễn viên phụ xuất sắc nhất cho vai diễn trong Revolutionary Road (2008) và Nocturnal Animals (2016). Anh đã nhận được Giải của Nghiệp đoàn diễn viên màn ảnh cho nam diễn viên đóng vai phụ xuất sắc và giải Quả Cầu Vàng cho vai diễn trong 99 Homes (2014) và một đề cử Giải Tony cho Nam diễn viên xuất sắc nhất trong Vở kịch trong Long Day's Journey into Night (2016).
Shannon đã diễn xuất lần đầu tiên vào năm 1993 với  Groundhog Day  và đã nhận được sự quan tâm rộng rãi đối với hoạt động của mình trong 8 Mile (2002). Anh nổi tiếng vì tính đa năng trên màn hình, biểu diễn trong cả bộ phim hài và phim truyền hình. Các dự án của ông bao gồm Pearl Harbor (2001), Bad Boys II (2003), Bug (2006), Before the Devil Knows You're Dead (2007), The Iceman (2012), Man of Steel (2013) và The Shape of Water (2017). Shannon là cộng sự thường xuyên của Jeff Nichols, xuất hiện trong tất cả các bộ phim của ông:  Shotgun Stories (2007), Take Shelter (2011), Mud (2012), Midnight Special and Loving (cả hai đều trong năm 2016). Anh cũng được biết đến với vai trò là Nelson Van Alden trong bộ phim truyền hình Boardwalk Empire (2010-2014) của HBO, trong đó anh được đề cử cho ba Giải thưởng của Nghiệp đoàn Diễn viên Màn ảnh.

## Hoạt động nghệ thuật

### Điện ảnh
| Năm  | Tên phim               | Vai diễn                  | Ghi chú |
| ---- | ---------------------- | ------------------------- | ------- |
| 2013 | Người đàn ông thép     | Tướng Zod                 |         |
| 2017 | Người đẹp và thủy quái | Đại tá Richard Strickland |         |
| 2022 | Canterbury Glass       |                           |         |
| 2023 | The Flash              | Tướng Zod                 |         |